# Farlig fredag
Farlig fredag (engelska: Perfect Friday) är en brittisk kuppfilm från 1970 i regi av Peter Hall.

## Handling
En pank aristokrat konspirerar med sin bankman för att återställa familjeförmögenheten.

## Rollista i urval
- Stanley Baker - mr Graham
- Ursula Andress - Lady Britt Dorset
- David Warner - Lord Nicholas Dorset
- Patience Collier - Nanny
- T.P. McKenna - Smith
- David Waller - Williams
- Joan Benham - miss Welsh
- Howard Lang - bankkommissionären